# Krasnokutsk
Krasnokutsk (en ucraïnès Краснокутськ, en rus Краснокутск) és una vila de la província de Khàrkiv, Ucraïna. El 2021 tenia 7.281 habitants.